# Dorcadion albicolle
Dorcadion albicolle là một loài bọ cánh cứng trong họ Cerambycidae.